# ボグスカール

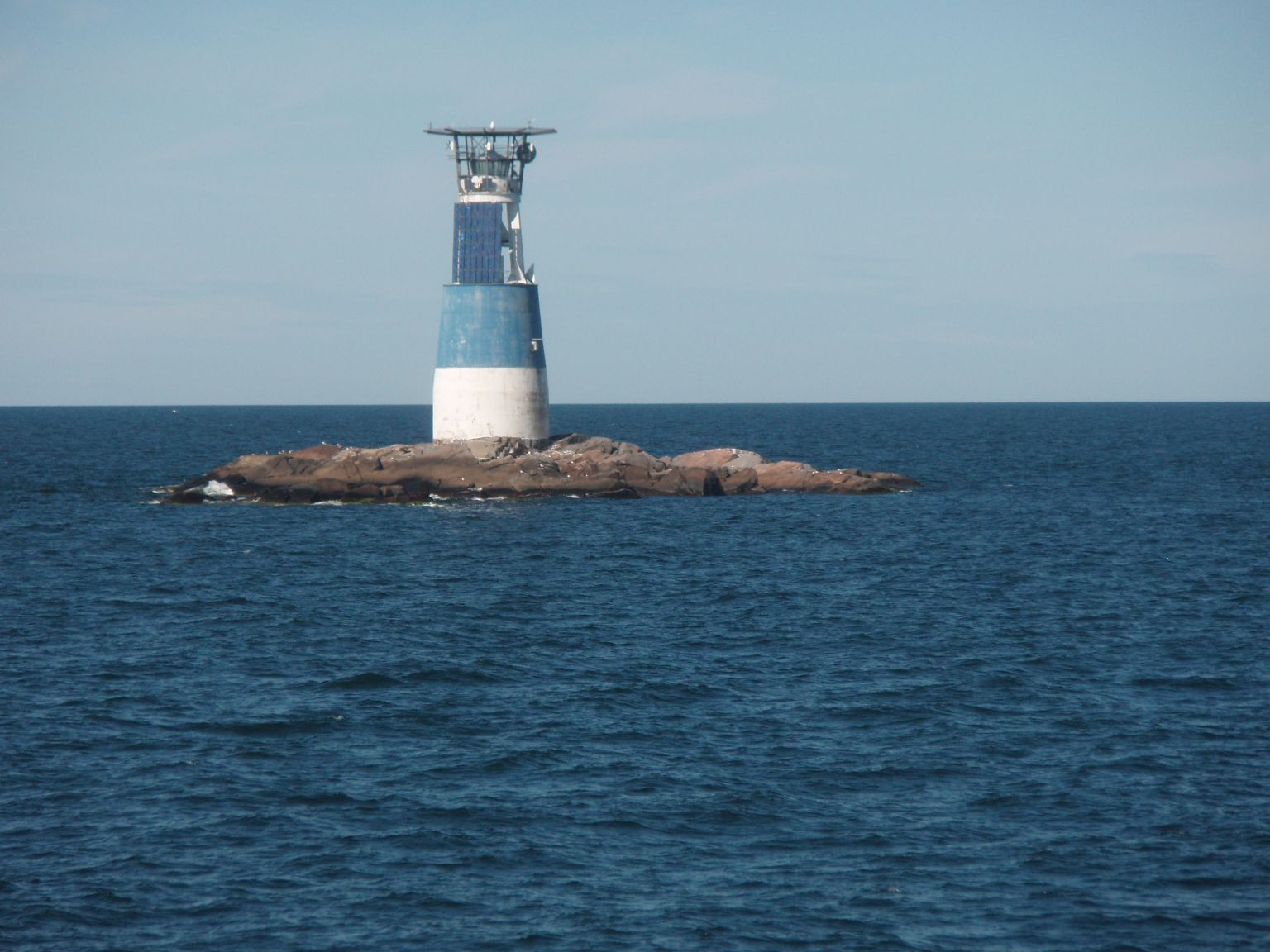
ボグスカールの灯台

ボグスカール（スウェーデン語: Bogskär）は、フィンランドの最南端沖にあるバルト海の小島群である。フィンランドの最南端の地であり、オーランドの自治区が管轄している。小島群は遠隔地にあり、最も近い大きな島であるコカール、フォグロ、レムランドまでの距離は50km以上ある。
ボグスカールは、フィンランドの内水域の外に位置し、独自の内水域を持っていた。1995年までは、その領海でさえフィンランドの他の地域とは分離されていた。領海の制限が4海里（7.4km）から12海里（22km）に拡大された際に領海が統合された。2014年現在においても領海はボグスカールの南3海里（5.6km）までしか広がっていない。